# Belgravia (televisieserie)
Belgravia is een Britse televisieserie geproduceerd door het Britse mediabedrijf Carnival Films en de Amerikaanse kabeltelevisiezender Epix voor het ITV-netwerk en Epix. De serie, een kostuumdrama, behandelt standenverschillen in de periode van 1815 tot 1840, en werd bedacht en voornamelijk geschreven door acteur en schrijver Julian Fellowes op basis van zijn gelijknamige roman Belgravia uit 2016, genoemd naar de gekende Londense wijk Belgravia. 
De serie werd ontwikkeld door dezelfde ploeg die eerder tekende voor Downton Abbey, met als producenten het duo Gareth Neame en Nigel Marchant.

## Productie
Op 14 januari 2019 werd bekend dat ITV een bestelling had geplaatst voor een televisieserie van zes afleveringen voor een televisiebewerking van de roman Belgravia uit 2016 van Julian Fellowes. De serie zou worden geschreven door Fellowes en geregisseerd door John Alexander. Uitvoerende producenten waren onder meer Gareth Neame, Nigel Marchant en Liz Trubridge, met Colin Wratten als producent. Carnival Film werd als eerste productiebedrijf bij de serie betrokken. Op 8 februari 2019 werd gemeld dat het Amerikaanse kabeltelevisienetwerk Epix zich als coproducent bij de productie had aangesloten.
De meeste opnames vonden plaats in de zomer van 2019. Veel van de buitenscenes zijn in Edinburgh opgenomen, waarbij delen van de New Town voor Belgravia werden gebruikt. Andere locaties waren onder meer Edinburgh City Chambers en Hopetoun House.
De productie maakte ook gebruik van de Historic Chatham Dockyard in Chatham, Kent en filmde daar op de kade van Anchor Wharf, de Tarred Yarn Store als Pimm's Chop House en de straten rond de Ropery waar zowel een Londense markt als de straten rond Girton's Mill mee werden geënsceneerd.

## Rolverdeling

### De familie Trenchard
- Philip Glenister als James Trenchard
- Tamsin Greig als Anne Trenchard
- Emily Reid als Sophia Trenchard, dochter van James en Anne
- Richard Goulding als Oliver Trenchard, zoon van James en Anne
- Alice Eve als Susan Trenchard, vrouw van Oliver

### De familie Bellasis
- Harriet Walter als Caroline Bellasis, gravin van Brockenhurst
- Tom Wilkinson als Peregrine Bellasis, graaf van Brockenhurst
- Jeremy Neumark Jones als Edmund, Viscount Bellasis, zoon van de graaf en gravin van Brockenhurst
- James Fleet als dominee Stephen Bellasis, jongere broer van de graaf van Brockenhurst en erfgenaam van zijn oudere broer
- Diana Hardcastle als Grace Bellasis, vrouw van Stephen Bellasis
- Adam James als John Bellasis, zoon van Stephen Bellasis en erfgenaam van zijn vader

### De familie Grey
- Tara Fitzgerald als Corinne Grey, Lady Templemore
- Ella Purnell als Lady Maria Grey, dochter van Lady Templemore

### De familie Pope
- Serena Evans als mevrouw Pope, adoptiemoeder van Charles Pope
- Jack Bardoe als Charles Pope

### Bedienden
- Paul Ritter als Turton, butler voor de Trenchards
- Bronagh Gallagher als Speer, kamenierster van Susan Trenchard
- Saskia Reeves als Ellis, kamenierster van Anne Trenchard

### Gasten op het bal van de Gravin van Richmond
- Nicholas Rowe als Arthur Wellesley, 1e hertog van Wellington
- James Chalmers als Sir William Ponsonby
- Gunnar de Jong als Willem II der Nederlanden
- Diana Kent als Charlotte Lennox, hertogin van Richmond
- Robert Portal als Charles Lennox, 4e hertog van Richmond
- Naomi Frederick als hertogin van Bedford

## Verhaallijn
Belgravia opent met de aanloop naar het bal van de Hertogin van Richmond in Brussel op 15 juni 1815, op de vooravond van de slag bij Quatre-Bras en drie dagen voor de slag bij Waterloo. De gastvrouw, Lady Charlotte Gordon, Hertogin van Richmond, organiseerde het bal voor Arthur Wellesley, 1e hertog van Wellington. Haar echtgenoot Charles Lennox, de vierde Hertog van Richmond was de bevelhebber van een reserve-eenheid in Brussel: de eenheid had als doel Brussel te beschermen bij een inval van Napoleon Bonaparte.
Op de gastenlijst van dit bal staan, tamelijk ongebruikelijk, twee gasten die niet tot de hogere kringen behoren: James en Anne Trenchard. James Trenchard slaagt er als handelaar succesvol in het Britse leger te voorzien van allerhande materiaal en voedsel, en draagt daarom de bijnaam "The Magician". Hun jonge dochter Sophia heeft de aandacht getrokken van Edmund Bellasis, de zoon en erfgenaam van een van de rijkste en meest prominente families in Engeland. Zesentwintig jaar later, wanneer de twee families zich in het nieuw ontwikkelde gebied van Belgravia vestigen, klinken de gebeurtenissen van het bal en de geheimen nog steeds door.
Edmund Bellasis heeft de slag bij Waterloo niet overleefd, en ook Sophia Trenchard is enige maanden later overleden, waarbij later in de serie duidelijk wordt dat dit gebeurde op het kraambed tijdens de bevalling van de zoon uit de relatie van Edmund en Sophia. James en Anne Trenchard hebben de jongen, intussen een jonge zakenman, volgens de belofte aan hun dochter op haar sterfbed opgevangen en laten opgroeien in het Engelse platteland bij een domineeskoppel als "Charles Pope".
James Trenchard, die in het spoor van het Engelse leger met zijn familie terug naar het Verenigd Koninkrijk is verhuisd, bouwt een carrière uit als zakenpartner en onderaannemer van Thomas Cubitt, die onder meer voor Richard Grosvenor, tweede hertog van Westminster, de wijk Belgravia ontwikkelt. De Trenchards slagen er in een van de stadspaleizen voor zichzelf te reserveren, en worden zo buren van Peregrine en Caroline Bellasis, de graaf en gravin van Brockenhurst, de ouders van de overleden Edmund Bellasis.
Wanneer Anne Trenchard geconfronteerd wordt met het verdriet van de familie Bellasis, die zonder eigen erfgenaam achterblijven, kan zij niet langer zwijgen. Ze vertelt Lady Brockenhurst dat Charles Pope hun kleinzoon is. Na diverse verdere misverstanden en nevenverhaallijnen kunnen de beide grootmoeders uiteindelijk hun zoon als de toekomstige Graaf van Brockenhurst lanceren in de Londense high society van het midden van de 19e eeuw. 